# 圣克里斯托 (热尔省)
圣克里斯托（法語：Saint-Christaud，法語發音：[sɛ̃ kʁisto]）是法国热尔省的一个市镇，属于米朗德区。

## 地理
圣克里斯托（43°31'47"N, 0°15'47"E）面积11 平方千米，位于法国奧克西塔尼大區热尔省，该省份为法国西南部内陆省份，北起顺时针与洛特-加龙省、塔恩-加龙省、上加龙省、上比利牛斯省、大西洋比利牛斯省和朗德省接壤。
与圣克里斯托接壤的市镇（或旧市镇、城区）包括：巴苏、巴尔、拉韦拉厄、蒙勒赞、帕拉讷、普伊勒邦。

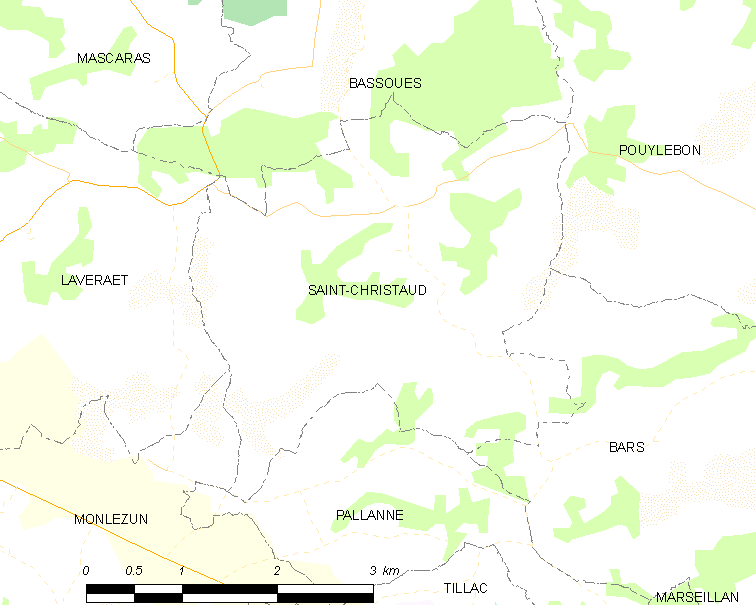
的OSM定位图

圣克里斯托的时区为UTC+01:00、UTC+02:00（夏令时）。

## 行政
圣克里斯托的邮政编码为32320，INSEE市镇编码为32367。

## 政治
圣克里斯托所属的省级选区为帕尔迪亚克-下河县。

## 人口

1962-2008年间人口变化图示

圣克里斯托于2022年1月1日时的人口数量为63人。